# مجلة الغذاء الطبي
مجلة الغذاء الطبي هي مجلة طبية شهرية يراجعها النظراء تغطي الآثار الصحية للأطعمة ومكوناتها. تم تأسيسها في عام 1998 وتم نشرها من قبل ماري آن ليبرت. رؤساء التحرير هما سامباث بارثاساراثي (جامعة فلوريدا الوسطى) وجيونجمن لي (جامعة كيونج هي). وفقًا لتقارير جورنال سايتيشن، تحتوي المجلة على عامل التأثير لعام 2016 وهو 1.955.

## روابط خارجية
- الموقع الرسمي

- "Official website". https://home.liebertpub.com/publications/journal-of-medicinal-food/38/overview. مؤرشف من الأصل في 2019-10-18. {{استشهاد ويب}}: روابط خارجية في |موقع= (مساعدة)